# Híjar
Híjar est une commune d’Espagne, dans la province de Teruel, communauté autonome d'Aragon comarque de Bajo Martín

## Histoire
La ville compte l'une des plus vieilles synagogue du pays, la Synagogue de Híjar qui est antérieure à l'expulsion des Juifs d'Espagne de 1492.

## Personnages liés à la commune
- Francisco Peralta y Ballabriga, (1911-2006) évêque de Vitoria

## Tradition
Híjar est une de neuf localités qui font partie de la Route du tambour et de la grosse caisse.

## Jumelage
Tobarra,Albacete  Espagne